# Amauromyza mihalyii
Amauromyza mihalyii är en tvåvingeart som beskrevs av Spencer 1971. Amauromyza mihalyii ingår i släktet Amauromyza och familjen minerarflugor.
Artens utbredningsområde är Ungern. Inga underarter finns listade i Catalogue of Life.